# Ommatius bastardoanus
Ommatius bastardoanus là một loài ruồi trong họ Asilidae. Ommatius bastardoanus được Scarbrough miêu tả năm 2003. Loài này phân bố ở vùng Tân nhiệt đới.